# Nexus (tạp chí)
Nexus là một tạp chí tin tức thay thế hai tháng một lần có trụ sở tại Úc. Nó bao gồm địa chính trị và thuyết âm mưu; các vấn đề sức khỏe, bao gồm cả y học thay thế; tương lai học; những điều không giải thích được, bao gồm cả UFO; Big Brother; và chủ nghĩa xét lại lịch sử. Tạp chí cũng xuất bản các bài viết về tự do ngôn luận và tư tưởng, và các vấn đề liên quan. Tạp chí này đã hoặc đang được xuất bản bằng hơn 12 thứ tiếng và được bày bán ở hơn 20 quốc gia. Khi gồm luôn cả các ấn bản kỹ thuật số, Nexus có khoảng 100.000 độc giả Úc và 1,1 triệu độc giả trên toàn cầu. Nexus do Duncan Roads nắm quyền sở hữu và phụ trách khâu biên tập.

## Tuyên bố
Trong cột đề tự của tạp chí có đưa ra lời tuyên bố về mục đích được in:
NEXUS nhận ra rằng nhân loại đang trải qua một sự biến chuyển lớn lao. Với suy nghĩ này, NEXUS tìm cách cung cấp thông tin 'khó lấy' để hỗ trợ mọi người vượt qua những thay đổi này. NEXUS không liên kết với bất kỳ hệ tư tưởng hoặc tổ chức tôn giáo, triết học hay chính trị nào.

## Lịch sử
Tạp chí do Ramses H. Ayana lập ra đầu tiên vào năm 1986 đóng vai trò như một ấn phẩm hàng quý về nhân quyền, môi trường, y học thay thế, quyền phụ nữ, New Age, Free Energy, khoa học thay thế và hiện tượng siêu linh. Người đồng sáng lập tạp chí này là Jenni Elf và cả hai người sáng lập trước đây đã từng làm việc cho tạp chí độc lập của Úc mang tên Maggie's Farm. Nexus được Duncan Roads mua lại vào năm 1990, tiếp tục truyền thống lâu đời là giữ cho các ấn phẩm thay thế tồn tại ở Úc. Sau khi bàn giao, các chủ đề của Nexus đã được thay đổi và nó được chuyển sang lịch xuất bản hai tháng một lần.

## Chỉ trích
Tạp chí quảng bá các thuyết âm mưu và tuyên truyền cực hữu, đặc biệt phù hợp với dân quân Mỹ và thế giới quan của họ.

## Ấn phẩm
Trụ sở chính của tạp chí này được đặt tại Maleny, Queensland, Úc. Nexus được xuất bản ở Úc, New Zealand, Mỹ, Anh, Pháp, Ý, Đức, Ba Lan, Hy Lạp, Serbia, Croatia, România và Nga. Nexus còn được dịch sang tiếng Thụy Điển, tiếng Hàn và tiếng Nhật.
Ở Mỹ và ở Ý, tạp chí được xuất bản với tên gọi Nexus New Times. Tại Hy Lạp, tạp chí lần đầu tiên được xuất bản với tên Nexus và sau một thời gian ngừng hoạt động thì lấy tên New Times Nexus. Ấn bản tiếng Ba Lan được xuất bản với tên gọi Nexus. Nowe Czasy (tiếng Anh: Nexus. New Times.), Một ấn bản tiếng Thụy Điển được xuất bản từ năm 1998 đến 2000 với tựa đề NEXUS Nya Tider.